# أنتوان مييه
أنتوان مييه (بالفرنسية: Antoine Meillet)‏ واحد من أهم علماء اللغويات الفرنسيين في النصف الأول من القرن العشرين بدأ مييه درساته في السوربون وتأثر هناك ب ميشال بريال وفرديناند دي سوسير . في 1890 كان جزءاً من رجلة أبحاث إلى القوقاز ، وهناك درس اللغة الأرمينية . عقب عودته ولأن فرديناند دي سوسير قد رجع إلى جنيف قام بمواصلة سلسلة المحاضرات في النحو المقارن التي كان اللغوي السوسيري يلقيها قبل عودته لوطنه .
أكمل أنتوان مييه رسالة الدكتوراة خاصته في نحو اللغة السلوفانية القديمة في العام 1897 . وفي العام 1897 شغل كرسي اللغة الأرميينية في معهد اللغات والحضارات الشرقية بباريس ، في 1902 تم انتخابه كعضو في كوليج دو فرانس حيث درّس تاريخ وتركيب اللغات الهند - أوروبية ، وعمل بشكل مقرب مع عدد من اعلام اللغويين مثل بول بوليو وروبرت غوتيو .
اليوم ينظر إلى أنتوان مييه باعتباره الموجة لجيل كامل من الفللوجيين الفرنسيين الذين أصبحو في ما بعد شخصيات مركزية في اللغويات الفرنسية .مثل اندريه مارتنيت وإيميل بينفينيست وجورجس دومزيل ومارسيل كوهين .

## روابط خارجية
- أنتوان مييه على موقع الموسوعة البريطانية (الإنجليزية)